# Saison 3 de Flash
Chronologie
Saison 2 Saison 4
La troisième saison de Flash (The Flash), série télévisée américaine, est constituée de vingt-trois épisodes et a été diffusée du 4 octobre 2016 au 23 mai 2017 sur The CW, aux États-Unis. L'intrigue suit Barry Allen / Flash avec son équipe et les modifications temporelles liées au voyage dans le temps et les répercussions du Flashpoint.

## Synopsis
Après la mort de son père et la défaite de Zoom, Barry a remonté le temps pour sauver sa mère, ce qui a altéré le flux temporel et créé une réalité alternative, appelée le Flashpoint. Mais lorsqu'il décide finalement de restituer la chronologie d'origine, il s'aperçoit rapidement que les choses ne sont plus ce qu'elles étaient, conséquences des modifications temporelles engendrées par son voyage dans le temps. Barry est rapidement confronté au Dr Alchemy, un étrange homme masqué capable de donner des pouvoirs à n'importe qui, puis à l'effrayant Savitar, autoproclamé comme étant le Dieu de la Vitesse.

## Distribution

### Acteurs principaux
- Grant Gustin (VF : Alexandre Gillet) : Barry Allen / Flash / Savitar
- Candice Patton (VF : Jessica Monceau) : Iris West
- Danielle Panabaker (VF : Marie Diot) : Dr Caitlin Snow / Killer Frost
- Carlos Valdes (VF : Antoine Schoumsky) : Cisco Ramon / Vibe
- Keiynan Lonsdale (VF : Alex Fondja) : Wally West / Kid Flash
- Tom Cavanagh (VF : Serge Faliu) : Dr Harrison « Harry » Wells (Terre-II) ; Harrison « H.R. » Wells (Terre-19)
- Jesse L. Martin (VF : Frantz Confiac) : le lieutenant Joe West

### Acteurs récurrents
- Tom Felton (VF : Damien Witecka) : Julian Albert / Dr Alchemy (18 épisodes)
- Danielle Nicolet (VF : Julie Dumas) : Cecile Horton (9 épisodes)
- Tobin Bell (VF : Patrick Borg) : Savitar (9 épisodes, voix uniquement - non crédité)
- Violett Beane (VF : Alexandra Ansidei) : Jesse Chambers Wells / Jesse Quick (en) (Terre-II) (8 épisodes)
- Jessica Camacho (VF : Marie Zidi) : Gypsy (en) (5 épisodes)
- John Wesley Shipp (VF : Philippe Catoire) : Henry Allen (épisode 1) ; Jay Garrick / Flash (Terre-III) (4 épisodes)
- Anne Dudek (VF : Laura Blanc) : Tracy Brand (4 épisodes)
- Wentworth Miller (VF : Xavier Fagnon) : Leonard Snart / Captain Cold (3 épisodes - récurrence à travers les saisons)
- Patrick Sabongui (en) (VF : Nessym Guetat) : le capitaine David Singh (1 épisode - récurrence à travers les saisons)

### Invités
- Todd Lasance (VF : Volodia Serre) : Edward Clariss / The Rival (épisodes 1, 2 et 3)
- Michelle Harrison (VF : Ivana Coppola) : Nora Allen (épisodes 1, 17 et 23)
- Matt Letscher (VF : François Raison) : Eobard Thawne / Reverse-Flash (épisode 1)
- Alex Désert : Julio Mendez (épisodes 1 et 12)
- Joey King (VF : Camille Timmerman) : Frankie Kane / Magenta (épisode 3)
- Grey Damon (VF : Damien Ferrette) : Sam Scudder / Le Maître des Miroirs (épisodes 4 et 19)
- Ashley Rickards : Rosalind « Rosa » Dillon / Top (épisodes 4 et 19)
- Susan Walters (VF : Ariane Deviègue) : Dr Carla Tannhäuser (épisode 5)
- Greg Grunberg (VF : Pierre Tessier) : inspecteur Tom Patterson (épisodes 7 et 10)
- Mark Hamill (VF : Dominique Collignon-Maurin) : James Jesse / The Trickster (épisode 9)
- Nicholas Gonzalez (VF : Jérôme Berthoud) : Dante Ramon (épisode 9)
- Andrea Brooks : Eve Teschmacher (épisode 11)
- David Sobolov (en)  : Gorilla Grodd (voix - épisodes 13 et 14)
- Vanessa A. Williams (VF : Françoise Vallon) : Francine West (épisode 15)
- Rick Cosnett (VF : Axel Kiener) : Eddie Thawne (épisode 16)
- Robbie Amell (VF : Anatole de Bodinat) : Ronnie Raymond / Firestorm (épisode 16)
- Darren Criss (VF : Rémi Bichet) : Music Meister (épisode 17)
- David Dastmalchian (VF : Luc Boulad) : Abra Kadabra (épisode 18)

### Invités des séries dérivées ou du même univers
- Stephen Amell (VF : Sylvain Agaësse) : Oliver Queen / Green Arrow (épisode 8)
- Melissa Benoist (VF : Zina Khakhoulia) : Kara Danvers / Supergirl (épisodes 8 et 17)
- Franz Drameh (VF : Eilias Changuel) : Jefferson « Jax » Jackson / Firestorm (épisode 8)
- Victor Garber (VF : Gabriel Le Doze) : Martin Stein / Firestorm (épisodes 8 et 17)
- Audrey Marie Anderson (VF : Anne Massoteau) : Lyla Michaels (épisodes 8 et 22)
- David Ramsey (VF : Namakan Koné) : John Diggle (épisode 8)
- Emily Bett Rickards (VF : Aurore Bonjour) : Felicity Smoak (épisode 2 et 8)
- Willa Holland (VF : Kelly Marot) : Thea Dearden Queen / Speedy (épisode 8)
- Chris Wood (VF : Julien Allouf) : Mon-El (épisode 17)
- David Harewood (VF : Paul Borne) : Hank Henshaw / J'onn J'onzz (épisode 17)
- Jeremy Jordan (VF : Rémi Caillebot) : Winn Schott (épisode 17)
- John Barrowman (VF : Pierre-François Pistorio) : Malcolm Merlyn (épisode 17)
- Caity Lotz (VF : Anne-Charlotte Piau) : Sara Lance / White Canary (épisode 8)
- Brandon Routh (VF : Adrien Antoine) : Raymond « Ray » Palmer / Atom (épisode 8)
- Dominic Purcell (VF : Éric Aubrahn) : Mick Rory / Heat Wave (épisode 8)

## Production

### Développement
Le 11 mars 2016, la série a été renouvelée pour une troisième saison. Elle sera entièrement consacrée à l'événement Flashpoint, qui aura des répercussions sur les autres séries de l'univers tels que Supergirl, Arrow et Legends of Tomorrow.
En juillet 2016, il est annoncé que Kevin Smith réalisera un épisode.

### Casting
En mai 2016, l'acteur Wentworth Miller, qui interprète le rôle de Leonart Snart / Captain Cold, a signé un contrat avec DC et The CW lui permettant de garder le statut de récurrent pour réapparaître dans les séries de l'univers DC.
En juin 2016, l'actrice Violett Beane qui incarne le personnage de Jesse Chambers Wells / Quick (en) a annoncé qu'elle sera de retour lors de cette saison et Tom Felton (connu pour son rôle de Drago Malfoy dans la série de films Harry Potter) a obtenu le rôle principal de Julian Dorn, un expert scientifique de la police de Central City faisant équipe avec Barry, lors de cette saison. En septembre 2016, le nom du personnage de Tom Felton change pour Julian Albert.
En juillet 2016, l'acteur John Barrowman, qui interprète le rôle de Malcolm Merlyn, a signé le même contrat avec DC et The CW que Wentworth Miller pour continuer d'apparaître dans Arrow, mais aussi dans Flash et Legends of Tomorrow. Le même mois, The CW a dévoilé une photo de l'acteur Wally West endossant le costume de Kid Flash à partir de cette saison. Un peu plus tard, Katie Cassidy a signé un contrat identique à celui de John Barrowman et Wentworth Miller pour apparaître dans Flash et Legends of Tomorrow mais aussi pour continuer d'apparaître dans Arrow, Tobin Bell est annoncé dans le rôle de M. Element Albert Desmond / Docteur Alchimie, Emily Bett Rickards est annoncée reprendre son rôle de Felicity Smoak lors de l'épisode 2 de cette même saison et Matt Letscher, son rôle d'Eobard Thawne / Nega-Flash.
En août 2016, Susan Walters (vue dans Point Pleasant, entre le bien et le mal, Les Feux de l'amour, Vampire Diaries et Teen Wolf) a obtenu le rôle du Dr Carla Tannhauser, la mère de Caitlin et présidente d'une grande entreprise, Grey Damon (vu dans Star-Crossed et Friday Night Lights) est annoncé dans le rôle de Sam Scudder / le premier Maître des Miroirs lors l'épisode 4, Gorilla Grodd fera son retour lors d'un épisode en deux parties, Ashley Rickards interprétera le rôle de Rosalind « Rosa » Dillon / La Toupie, la partenaire de crime du Maître des Miroirs, Wentworth Miller fera aussi son retour (Leonart Snart / Captain Cold) dans l'épisode 4 et Joey King (vue dans Fargo) interprétera le rôle de Frances « Frankie » Kane / Magenta et Todd Lasance (vue dans Vampire Diaries) incarnera le rôle Rival, un supersonique autodidacte lors du premier épisode.
En novembre 2016, Greg Grunberg a obtenu un rôle d'invité lors de cette saison.
En décembre 2016, Jessica Camacho a obtenu un rôle d'invité lors de cette saison.

### Diffusions
Aux États-Unis, la saison a été diffusée en simultanée du 4 octobre 2016 au 23 mai 2017 sur The CW et sur CTV au Canada. Elle a été déplacée sur CTV Two depuis le 28 février 2017.
La diffusion francophone se deroulera ainsi :
En France, la saison est diffusée à partir du 19 juillet 2017 en deuxième partie de soirée.

## Liste des épisodes
1. Réalité perturbée
2. Un choix paradoxal
3. L'Étoffe des super-héros
4. Le Maître des miroirs
5. Terreur invisible
6. L'Ombre du mal
7. Transformation
8. La Meilleure Équipe de tous les temps
9. La Boîte de Pandore
10. Retour vers le futur
11. Les Aventures de H. R. Wells
12. Réduit en cendres
13. La Planète des singes
14. L'Armée des gorilles
15. La Colère de Savitar
16. Leçons du passé
17. Chantons sous la nuit
18. Abra Kadabra
19. Prisonnier du futur
20. Je sais qui tu es
21. Relation de cause à effet
22. Rendez-vous avec le destin
23. Ligne d'arrivée

### Épisode 1:Réalité perturbée
- États-Unis /  Canada : 4 octobre 2016 sur The CW[25] / CTV
- France : 19 juillet 2017 sur TF1[24]
- Québec : 24 août 2017 sur Club Illico

- États-Unis : 3,17 millions de téléspectateurs[26] (première diffusion)
- Canada : 1,41 million de téléspectateurs[27] (première diffusion + différé 7 jours)
- France : 1,13 million de téléspectateurs[28] (première diffusion)

- Matt Letscher (Eobard Thawne / Nega-Flash)
- Alex Désert (Capitaine Julio Mendez)
- Michelle Harrison (Nora Allen)
- Todd Lasance (Edward Clariss / Rival)
- Keri Adams (Bethany Snow)

- Apparition de l'acteur Alex Désert qui incarnait Julio Mendez et qui pour l'occasion reprend son rôle modifié de la série Flash en 1990.
- Apparition du super vilain Docteur Alchemy, surnommé aussi Monsieur Element[29].
- Apparition du super vilain Rival[30].

### Épisode 2:Un choix paradoxal
- États-Unis /  Canada : 11 octobre 2016 sur The CW / CTV
- France : 19 juillet 2017 sur TF1
- Québec : 24 août 2017 sur Club Illico

- États-Unis : 2,8 millions de téléspectateurs[31] (première diffusion)
- Canada : 1,37 million de téléspectateurs[32] (première diffusion + différé 7 jours)
- France : 793 000 téléspectateurs[28] (première diffusion)

- Emily Bett Rickards (Felicity Smoak)
- Todd Lasance (Edward Clariss / Rival)

Barry découvre peu à peu les conséquences du Flashpoint : le frère de Cisco est mort, Joe et Iris ne se sont jamais réconciliés à propos de la mère d'Iris et Wally et en se confiant à Felicity Smoak, il comprend que même l'entourage d'Oliver Queen a été affecté : John Diggle a désormais un fils et non plus une fille. Il découvre également qu'il travaille au sein du CCPD sous les ordres de Julian Albert, scientifique expert des méta-humains, et que ce dernier le déteste. Quand ses tentatives de réconciliation échouent, Barry envisage donc de voyager dans le temps à nouveau, mais il est interrompu par Jay Garrick, qui lui explique qu'il a appris la même leçon : changer le passé a des conséquences irrémédiables. Il retourne donc à son époque mais découvre un autre changement : Edward Clariss a obtenu les pouvoirs de Rival, qu'il est censé avoir perdu puisque Barry avait remis la timeline dans son état originel. Il finit donc par avouer la vérité sur le Flashpoint à sa famille et à ses amis, qui accusent le coup difficilement.

### Épisode 3:L'Étoffe des super-héros
- États-Unis /  Canada : 18 octobre 2016 sur The CW / CTV
- France : 19 juillet 2017 sur TF1
- Québec : 24 août 2017 sur Club Illico

- États-Unis : 2,63 millions de téléspectateurs[33] (première diffusion)
- Canada : 1,41 million de téléspectateurs[34] (première diffusion + différé 7 jours)
- France : 515 000 téléspectateurs[28] (première diffusion)

- Peter Fleming (John Kane)
- Joey King (Frankie Kane / Magenta)
- Kathryn Dobbs (Karen Kane)

Wells et Jesse reviennent de Terre-II avec une grande nouvelle : Jesse a acquis des pouvoirs de bolide et veut devenir la justicière de son univers, une décision dont son père voudrait qu'elle soit dissuadée.
- Apparition de la super vilaine Magenta[35].

### Épisode 4:Le Maître des miroirs
- États-Unis /  Canada : 25 octobre 2016 sur The CW / CTV
- France : 26 juillet 2017 sur TF1
- Québec : 24 août 2017 sur Club Illico

- États-Unis : 2,8 millions de téléspectateurs[36] (première diffusion)
- Canada : 1,45 million de téléspectateurs[37] (première diffusion + différé 7 jours)
- France : 932 000 téléspectateurs[38] (première diffusion)

- Wentworth Miller (Leonard Snart / Captain Cold)
- Grey Damon (Sam Scudder / Le Maître des Miroirs)
- Ashley Rickards (Rosalind Dillon / La Toupie)

- Le personnage du super vilain La Toupie[39] a été réadapté pour l'occasion et joué par une femme[réf. nécessaire].
- Dans la version originale, Tom Cavanagh parle français pendant un casting d'Harrison Wells.[réf. nécessaire]
- Cet épisode marque le retour de Leonard Snart / Captain Cold (Wentworth Miller). Plusieurs allusions comme « Il est loin..., très loin » et « il est parti en voyage » font référence à la série dérivée Legends of Tomorrow.[réf. nécessaire]

### Épisode 5:Terreur invisible
- États-Unis /  Canada : 1er novembre 2016 sur The CW / CTV
- France : 26 juillet 2017 sur TF1
- Québec : 24 août 2017 sur Club Illico

- États-Unis : 2,77 millions de téléspectateurs[40] (première diffusion)
- Canada : 1,47 million de téléspectateurs[41] (première diffusion + différé 7 jours)
- France : 751 000 téléspectateurs[38] (première diffusion)

- Patrick Sabongui (le capitaine David Singh)
- Thomas Cadrot (Nigel)
- Susan Walters (Dr Carla Tannhauser)

- Cet épisode fait une référence directe à la saga Star Wars. En effet, alors que Barry tente d'arrêter le monstre avec des câbles en fibre de carbone, Cisco lui conseille de faire comme les Landspeeders autour des Quadripodes impériaux lors de la Bataille de Hoth dans l'épisode V : L'Empire contre-attaque, à savoir enrouler les câbles autour des jambes du monstre pour le faire tomber.[réf. nécessaire]

### Épisode 6:L'Ombre du mal
- États-Unis /  Canada : 15 novembre 2016 sur The CW / CTV
- France : 2 août 2017 sur TF1
- Québec : 24 août 2017 sur Club Illico

- États-Unis : 3,01 millions de téléspectateurs[42] (première diffusion)
- Canada : 1,31 million de téléspectateurs[43] (première diffusion + différé 7 jours)
- France : 735 000 téléspectateurs[44] (première diffusion)

- Adam Bergquist (Randolf Morgan)
- Mike McLeod (Shade)

### Épisode 7:Transformation
- États-Unis /  Canada : 22 novembre 2016 sur The CW[1] / CTV
- France : 2 août 2017 sur TF1
- Québec : 24 août 2017 sur Club Illico

- États-Unis : 2,95 millions de téléspectateurs[45] (première diffusion)
- Canada : 1,33 million de téléspectateurs[46] (première diffusion + différé 7 jours)
- France : 550 000 téléspectateurs[44] (première diffusion)

- Greg Grunberg (inspecteur Tom Patterson)
- Lisa MacFadden (Anne)

### Épisode 8:La Meilleure Équipe de tous les temps
- États-Unis /  Canada : 29 novembre 2016 sur The CW / CTV
- France : 9 août 2017 sur TF1
- Québec : 24 août 2017 sur Club Illico

- États-Unis : 4,15 millions de téléspectateurs[47] (première diffusion)
- Canada : 1,71 million de téléspectateurs[48] (première diffusion + différé 7 jours)
- France : 439 000 téléspectateurs[49] (première diffusion)

Crédités
- Stephen Amell (Oliver Queen / Green Arrow)
- Melissa Benoist (Kara Danvers / Supergirl)
- Franz Drameh (Jefferson Jackson / Firestorm)
- Victor Garber (Martin Stein / Firestorm)
- Caity Lotz (Sara Lance / White Canary)
- Dominic Purcell (Mick Rory / Heat Wave (en))
- Brandon Routh (Ray Palmer / Atom)
- David Ramsey (John Diggle / Spartan)
- Emily Bett Rickards (Felicity Smoak)
- Willa Holland (Thea Queen / Speedy)
- Audrey Marie Anderson (Lyla Michaels)
- Christina Brucato (Lily Stein)
- Donnelly Rhodes (agent Smith)
- Jerry Wasserman (President)
- Lucia Walters (la présidente Susan Brayden)

- Cet épisode est la deuxième partie d'un crossover, ayant commencé avec le huitième épisode de la deuxième saison de Supergirl, se poursuivant avec le huitième épisode de la cinquième saison d’Arrow et se terminant avec le septième épisode de la deuxième saison de Legends of Tomorrow. Bien qu'annoncé comme un événement en quatre soirs, l'histoire d’Invasion débute dans cet épisode. Il n'est pas requis de visionner l'épisode de Supergirl puisque son segment de deux minutes dans l'appartement de Kara, vu à la fin, est repris entièrement dans cet épisode de Flash.
- Cet épisode réalise la meilleure audience de la série depuis l'épisode 9 de la première saison[réf. nécessaire] et la meilleure de cette troisième saison[47].

### Épisode 9:La Boîte de Pandore
- États-Unis /  Canada : 6 décembre 2016 sur The CW / CTV
- France : 9 août 2017 sur TF1
- Québec : 24 août 2017 sur Club Illico

- États-Unis : 3,14 millions de téléspectateurs[51] (première diffusion)
- Canada : 1,55 million de téléspectateurs[52] (première diffusion + différé 7 jours)
- France : 595 000 téléspectateurs[49] (première diffusion)

- John Wesley Shipp (Jay Garrick)
- Mark Hamill (James Jesse / le Trickster)
- Nicholas Gonzalez (Dante Ramon)
- Chantal Bui Viet (Danielle)
- Sonia Beeksma (la journaliste)

### Épisode 10:Retour vers le futur
- États-Unis /  Canada : 24 janvier 2017 sur The CW[53] / CTV
- France : 16 août 2017 sur TF1
- Québec : 24 août 2017 sur Club Illico

- États-Unis : 2,72 millions de téléspectateurs[54] (première diffusion)
- Canada : 1,35 million de téléspectateurs[55] (première diffusion + différé 7 jours)

- Jessica Camacho (Gypsy)
- Stephen Huszar (Jared Morillo / Plunder)
- Greg Grunberg (inspecteur Tom Patterson)
- Olena Medwid (Olga)
- Ava Julien (officier Kim)

### Épisode 11:Les Aventures de H. R. Wells
- États-Unis /  Canada : 31 janvier 2017 sur The CW / CTV
- France : 16 août 2017 sur TF1
- Québec : 24 août 2017 sur Club Illico

- États-Unis : 3,06 millions de téléspectateurs[56] (première diffusion)
- Canada : 1,345 million de téléspectateurs[57] (première diffusion + différé 7 jours)

- Jessica Camacho (Gypsy)
- Andrea Brooks (Eve Teschmacher)
- James Neate (Lazarus)
- Ken Tremblett (Danny Hallinan)

- Première apparition du personnage Eve Teschmacher de la série télévisée Supergirl.

### Épisode 12:Réduit en cendres
- États-Unis /  Canada : 7 février 2017 sur The CW / CTV
- France : 23 août 2017 sur TF1
- Québec : 24 août 2017 sur Club Illico

- États-Unis : 2,91 millions de téléspectateurs[58] (première diffusion)
- Canada : 1,42 million de téléspectateurs[59] (première diffusion + différé 7 jours)
- France : 637 000 téléspectateurs[60] (première diffusion)

- Caitlin Stryker (Laura Stone)
- Matt Anderson (Clive Yorkin)
- Alex Désert (Julio Mendez)
- Riley Jane (Joanie Horton)
- Damien Revins (Stuart Holzman)

### Épisode 13:La Planète des singes
- États-Unis /  Canada : 21 février 2017 sur The CW / CTV
- France : 23 août 2017 sur TF1
- Québec : 24 août 2017 sur Club Illico

- États-Unis : 2,78 millions de téléspectateurs[61] (première diffusion)
- Canada : 1,45 million de téléspectateurs[62] (première diffusion + différé 7 jours)
- France : 513 000 téléspectateurs[60] (première diffusion)

- David Sobolov (voix originale de Grodd)
- Keith David (voix originale de Solovar)

### Épisode 14:L'Armée des gorilles
- États-Unis /  Canada : 28 février 2017 sur The CW / CTV Two
- Québec : 24 août 2017 sur Club Illico
- France : 30 août 2017 sur TF1

- États-Unis : 2,87 millions de téléspectateurs[63] (première diffusion)

- David Sobolov (voix originale de Grodd)
- Keith David (voix originale de Solovar)
- Paul Jarrett (le général Matthew McNally)
- Sean Poague (Accelerated Man)

### Épisode 15:La Colère de Savitar
- États-Unis /  Canada : 7 mars 2017 sur The CW / CTV Two
- Québec : 24 août 2017 sur Club Illico
- France : 30 août 2017 sur TF1

- États-Unis : 2,52 millions de téléspectateurs[64] (première diffusion)

- Vanessa Williams (Francine West)

### Épisode 16:Leçons du passé
- États-Unis /  Canada : 14 mars 2017 sur The CW / CTV Two
- Québec : 24 août 2017 sur Club Illico
- France : 6 septembre 2017 sur TF1

- États-Unis : 2,39 millions de téléspectateurs[65] (première diffusion)
- France : 666 000 téléspectateurs[66] (première diffusion)

- Rick Cosnett (Eddie Thawne)
- Robbie Amell (Ronnie Raymond / Firestorm)
- Wentworth Miller (Leonard Snart / Captain Cold)

- Cet épisode réalise la plus mauvaise audience de la série et de la saison.

### Épisode 17:Chantons sous la nuit
- États-Unis /  Canada : 21 mars 2017 sur The CW[67] CTV Two
- Québec : 24 août 2017 sur Club Illico
- France : 6 septembre 2017 sur TF1

- États-Unis : 2,71 millions de téléspectateurs[68] (première diffusion)
- France : 381 000 téléspectateurs[66] (première diffusion)

- Melissa Benoist (Kara Danvers / Supergirl)
- Victor Garber
- John Barrowman
- Chris Wood (Mon-El)
- David Harewood (Hank Henshaw / J'onn J'onzz)
- Jeremy Jordan
- Darren Criss (Music Meister)
- Michelle Harrison (Nora Allen)
- Liam Hughes (Barry Allen enfant)

- Cet épisode est un spécial musical[67] ainsi qu'un crossover avec la série télévisée Supergirl[69].
- Cet épisode permet également de réunir trois anciens acteurs ayant déjà joués ensemble dans la série Glee : Darren Criss, Melissa Benoist et Grant Gustin.

. Victor Garber, présent dans l'épisode, jouait aussi dans la série musicale.

### Épisode 18:Abra Kadabra
- États-Unis /  Canada : 28 mars 2017 sur The CW / CTV Two
- Québec : 24 août 2017 sur Club Illico
- France : 13 septembre 2017 sur TF1

- États-Unis : 2,39 millions de téléspectateurs[70] (première diffusion)
- France : 1,47 million de téléspectateurs[71] (première diffusion)

- David Dastmalchian (Abra Kadabra)

- Lors de la poursuite d'Abra Kadabra, Cisco prononce la phrase "Tu ne passeras pas", référence pop-culture à Gandalf dans Le Seigneur des Anneaux.
- Avant de repartir, Abra Kadabra fait référence à Devoe, un antagoniste de Flash dans les comics.

### Épisode 19:Prisonnier du futur
- États-Unis /  Canada : 25 avril 2017 sur The CW / CTV Two
- Québec : 24 août 2017 sur Club Illico
- France : 13 septembre 2017 sur TF1

- États-Unis : 2,67 millions de téléspectateurs[72] (première diffusion)
- France : 369 000 téléspectateurs[71] (première diffusion)

### Épisode 20:Je sais qui tu es
- États-Unis /  Canada : 2 mai 2017 sur The CW / CTV Two
- Québec : 24 août 2017 sur Club Illico
- France : 20 septembre 2017 sur TF1

- États-Unis : 2,69 millions de téléspectateurs[73] (première diffusion)

- Anne Dudek (Tracy Brand)

### Épisode 21:Relation de cause à effet
- États-Unis /  Canada : 9 mai 2017 sur The CW / CTV Two
- Québec : 24 août 2017 sur Club Illico
- France : 20 septembre 2017 sur TF1

- États-Unis : 2,71 millions de téléspectateurs[74] (première diffusion)

- Anne Dudek (Tracy Brand)

### Épisode 22:Rendez-vous avec le destin
- États-Unis /  Canada : 16 mai 2017 sur The CW / CTV Two
- Québec : 24 août 2017 sur Club Illico
- France : 27 septembre 2017 sur TF1

- États-Unis : 2,48 millions de téléspectateurs[75] (première diffusion)
- France : 666 000 téléspectateurs[76] (première diffusion)

- Wentworth Miller (Leonard Snart / Captain Cold)
- Anne Dudek (Tracy Brand)
- Audrey Marie Anderson (Lyla Michaels)

- Dans les locaux d'Argus, plusieurs super-vilains bien connus des comics sont emprisonnés, tels que Gorilla Grodd, Cheetah, Cupid et King Shark.
- La série opère un bref cross-over avec la série Legends of Tomorrow puisque Barry s'invite en Sibérie en 1892 pour récupérer Captain Cold. Le vaisseau Waverider apparaît en arrière-plan.

### Épisode 23:Ligne d'arrivée
- États-Unis /  Canada : 23 mai 2017 sur The CW / CTV Two
- Québec : 24 août 2017 sur Club Illico
- France : 27 septembre 2017 sur TF1

- États-Unis : 3,04 millions de téléspectateurs[77] (première diffusion)
- Canada : 711 000 téléspectateurs[78] (première diffusion + différé 7 jours)
- France : 383 000 téléspectateurs[76] (première diffusion)

- John Wesley Shipp (Jay Garrick)
- Jessica Camacho (Gypsy)
- Michelle Harrison (Nora Allen)
- Anne Dudek (Tracy Brand)

Avec le sacrifice de H. R. qui a pris la place d'Iris, Savitar voit sa propre existence sur le point d'être effacée. Il a toutefois déjà prévu cette éventualité avec un plan B après avoir enlevé Vibe avec la complicité de Killer Frost : il veut que Cisco modifie le Speed Force Bazooka pour le faire se démultiplier à travers les époques, lui permettant ainsi de ne pas être effacé de la réalité et de devenir un dieu.
Barry choisit alors de prendre le risque de tendre la main vers son double, qui semble réceptif à cette manœuvre dans un premier temps ; mais Savitar parvient à créer une diversion en détruisant Star Labs avec la Pierre philosophale. Alors que Savitar parvient à ouvrir une brèche dans la Vitesse Pure pour mettre son plan à exécution, Black Flash apparaît pour l'en empêcher, mais il est tué par Killer Frost. Jay Garrick sort alors de la prison de la Vitesse Pure : Cisco n'a en réalité jamais eu l'intention d'aider Savitar et s'est contenté de modifier le Speed Force Bazooka pour faire sortir Jay. Savitar et Killer Frost s'affrontent dans un face à face avec Flash, Kid Flash, Vibe, Gypsy et Jay. Alors que Savitar a pris le dessus sur les trois supersoniques et est sur le point de tuer Cisco, Caitlin reprend le dessus sur elle-même et sauve Cisco de Savitar. Barry phase ensuite à travers l'armure, la détruit et vainc son double. Ce dernier se relève et alors qu'il est sur le point de tuer Barry, Iris l'abat, le faisant s'effacer de la ligne temporelle et de la réalité.
Barry, Iris, Joe, Cisco, Gypsy, Jay, Harry, Julian et Caitlin sont présents à l'enterrement de H. R. Caitlin, restée en retrait, explique qu'elle ne veut pas revenir dans l'équipe pour le moment, car elle a besoin de se trouver et de savoir qui elle est vraiment.
- Certains éléments du futur de Barry sont évoqués, notamment son prochain ennemi : Clifford DeVoe.
- Black Flash, qui était Hunter Zolomon / Zoom, l'ennemi de Barry dans la saison précédente, apparaît brièvement ; il avait déjà été vu sous cette nouvelle forme dans la deuxième saison de Legends of Tomorrow. Ironiquement, après avoir tué Killer Frost de Terre-II, il est finalement tué par la Killer Frost de Terre-I.